# Johann Nicolaus Bach
Johann Nicolaus Bach (ou Johann Nikolaus Bach) (Eisenach, 10 de outubro de 1669 – Jena, 4 de novembro de1753) foi um organista, compositor e fabricante de instrumentos musicais Alemão do Período Barroco.
Johann Nicolaus era o filho mais velho de Johann Christoph Bach, primo em segundo grau de Johann Sebastian Bach e tio de sua primeira esposa Maria Barbara Bach. Foi educado na Universidade de Jena, onde mais tarde se tornou organista. Por volta de 1700 visitou a Itália, onde conheceu e recebeu influência musical de Antonio Lotti. Mais tarde se alistou no Exército Dinamarquês e comandou o forte de Akershus na Noruega. Ele então retornou a Jena, onde viveu o resto de sua vida.
Johann Nicolaus também foi fabricante de harpas de órgãos.
Como compositor. escreveu várias suítes para orquestra, todas perdidas. Entre suas poucas obras que não se perderam, destacam-se:
- Kyrie y Gloria – (missa brevis)
- Der Jenaische Wein-und Bierrufer – (cantata burlesca)
- Nun freut euch, lieben Christien g'mein – (bicinium para órgão)